# Alcis semipullata
Alcis semipullata är en fjärilsart som beskrevs av Louis Beethoven Prout 1925. Alcis semipullata ingår i släktet Alcis och familjen mätare. Inga underarter finns listade i Catalogue of Life.